# Spektrograf

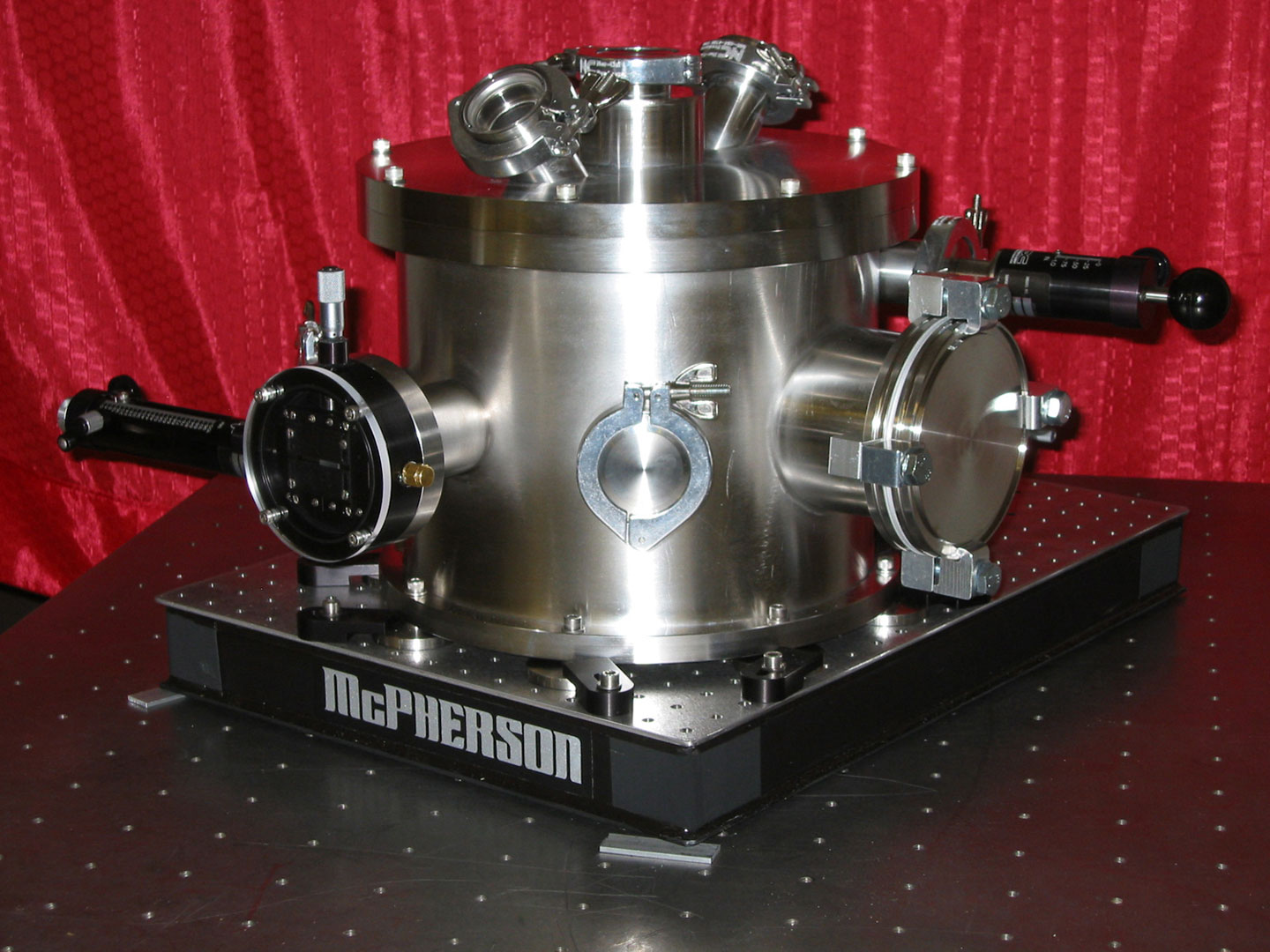
Spektrograf McPherson 251MX

Spektrograf – przyrząd do otrzymywania i trwałej rejestracji widma przykładowo promieniowania elektromagnetycznego. Jest odmianą spektrometru, który rejestruje analizowane widmo. Ze względu na to że wszystkie (poza szkolnymi) spektrometry rejestrują widma, podział na spektrometry, spektroskopy, spektrografy zanika i używa się określenia spektrometr.
Ze względu na różnorodność analizowanych widm określenie spektrometr obejmuje obecnie szeroki zakres urządzeń do badania widm (zobacz spektroskopia).
Pierwotnie spektrografem nazywano urządzenie optyczne do rejestracji widm optycznych na kliszach fotograficznych. W optyce w zależności od rodzaju elementu rozszczepiającego, spektrografy mogą być pryzmatyczne lub siatkowe. Za pomocą spektrografów pryzmatycznych pomiaru długości fali w widmie dokonuje się zwykle porównując badane widmo z widmem wzorcowym.  
W spektrografach przeznaczonych do badania widm w podczerwieni stosuje się zazwyczaj zwierciadła wklęsłe zamiast soczewek zbierających, a jako odbiorniki termoelementy lub termoogniwa.